# Паршенков, Виктор Борисович
Виктор Борисович Паршенков (1954, Калуга — 1999, Калуга) — советский легкоатлет (тройной прыжок), призёр чемпионатов СССР, тренер. Мастер спорта СССР.

## Биография
Становился серебряным призёром чемпионата СССР 1977 года (16,50), а также зимнего чемпионата СССР 1980 года (16,54). Побеждал на международных соревнованиях в Бельгии и был вторым в тройном прыжке в легкоатлетическом матче Великобритания — РСФСР.
Умер летом 1999 года в возрасте 45 лет.

## Семья
- Вдова — Светлана Дмитриевна Паршенкова (род. 23 декабря 1952), МС СССР по лёгкой атлетике, тренер. Проработала на тренерском поприще более 40 лет и подготовила немало известных и титулованных воспитанников.